# Стратилатівська волость
Стратилатівська волость — адміністративно-територіальна одиниця Ізюмського повіту Харківської губернії з центром у слободі Стратилатівка.
Станом на 1885 рік складалася з 3 поселень, 4 сільських громад. Населення — 3516 осіб (1686 чоловічої статі та 1830 — жіночої), 507 дворових господарства.
|                     | Площа, десятин | У тому числі орної, дес. |
| ------------------- | -------------- | ------------------------ |
| Сільських громад    | 2330           | 2322                     |
| Приватної власності | 5357           | 3006                     |
| Іншої власності     | 33             | 33                       |
| Загалом             | 7720           | 5361                     |

Основне поселення волості:
- Стратилатівка — колишнє власницьке село при річці Сіверський Дінець за 7 верст від повітового міста, 3070 осіб, 463 двори, православна церква, поштова станція, лавка та 2 постоялих двори.
- Іванівське (Тихоцьке) — колишнє власницьке село, 276 осіб, 39 дворів, православна церква.